# 比利卡 (西里西亞省)
比利卡（Pilica）是一座位於波蘭西里西亞省札維爾採區的一座城鎮，擁有1,948名居民（2004年）。

## 外部連結
- 官方網站 （页面存档备份，存于）

50°28′N 19°39′E / 50.467°N 19.650°E